# Rodrigo López
Rodrigo López Álvarez (Guadalajara, 10 maggio 1987) è un calciatore statunitense, centrocampista del Sacramento Republic.

## Biografia
È nato in Messico, ma all'età di due anni si è trasferito con la famiglia negli Stati Uniti, per cui possiede la cittadinanza statunitense e quella messicana.

## Carriera

### Club

#### Giovanili
López è cresciuto a Santa Barbara, in California, e ha iniziato la sua carriera nel 2003 quando si è unito alle giovanili del Guadalajara, dove ha giocato per un anno e mezzo.

#### Professionismo
Il 7 luglio 2005 ha firmato il suo primo contratto da professionista con il Chivas USA, ed è rimasto in squadra fino al termine della stagione 2007, quando è stato svincolato, collezionando, in totale, 8 presenze in MLS.
Più tardi è sceso di categoria per giocare una stagione con i Ventura C.F. nella USL Premier Development League nel 2008, e poi  con i Cuervos Negros de Zapotlanejo e il Querétaro in Messico, prima di tornare ai Ventura County nell'estate del 2009, con i quali ha vinto il campionato, ricevendo anche il titolo di MVP.
Dopo la conclusione della stagione della PDL, López firmò con i Portland Timbers, contribuendo alla vittoria del titolo nella stagione 2009 della USL First Division.
Il 17 marzo 2011, Lopez è stato aggiunto alla rosa dei Portland Timbers per la MLS, insieme a Chris Taylor e Spencer Thompson. Dopo la stagione 2011, i Timbers hanno annunciato che non avrebbero riconfermato López per la stagione 2012. Lopez è entrato nell'MLS Re-Entry Draft 2011 ma non è stato selezionato ed è rimasto svincolato.
Il 2 dicembre 2013, il Sacramento Republic della USL Pro ha annunciato López come primo acquisto. È stato finalista dell'USL Pro MVP ed è stato selezionato della squadra dell'USL Pro. È stato nominato nella squadra della settimana dell'USL Pro nelle giornate 9, 14, 19 e 24 ed è stato il giocatore della settimana nella 14ª giornata. È stato anche nominato MVP dei play-off dell'USL Pro.
L'8 ottobre 2015 López ha annunciato che non sarebbe rimasto per la stagione 2016 con il Sacramento Republic.
Il 3 gennaio 2020 il Sacramento Republic ha annunciato il ritorno di López per la stagione 2020.
Dopo il suo svincolato dal Sacramento al termine della stagione 2020, López si è trasferito al Rio Grande Valley il 15 aprile 2021.

### Nazionale
Ha militato nelle nazionali giovanili statunitensi Under-18 ed Under-20.

## Statistiche

### Presenze e reti nei club
Statistiche aggiornate al 6 settembre 2022.
| Stagione                   | Squadra                    | Campionato                 | Campionato | Campionato | Coppe nazionali | Coppe nazionali | Coppe nazionali | Coppe continentali | Coppe continentali | Coppe continentali | Altre coppe | Altre coppe | Altre coppe | Totale | Totale |
| Stagione                   | Squadra                    | Comp                       | Pres       | Reti       | Comp            | Pres            | Reti            | Comp               | Pres               | Reti               | Comp        | Pres        | Reti        | Pres   | Reti   |
| -------------------------- | -------------------------- | -------------------------- | ---------- | ---------- | --------------- | --------------- | --------------- | ------------------ | ------------------ | ------------------ | ----------- | ----------- | ----------- | ------ | ------ |
| 2005                       | Chivas USA                 | MLS                        | 1          | 0          | USOC            | 0               | 0               |                    | -                  | -                  |             | -           | -           | 1      | 0      |
| 2006                       | Chivas USA                 | MLS                        | 2          | 0          | USOC            | 0               | 0               |                    | -                  | -                  |             | -           | -           | 2      | 0      |
| 2007                       | Chivas USA                 | MLS                        | 5          | 0          | USOC            | 0               | 0               |                    | -                  | -                  |             | -           | -           | 5      | 0      |
| Totale Chivas USA          | Totale Chivas USA          | Totale Chivas USA          | 8          | 0          |                 | 0               | 0               |                    | -                  | -                  |             | -           | -           | 8      | 0      |
| 2009                       | Portland Timbers           | USL-1                      | 4          | 0          | USOC            | 0               | 0               |                    | -                  | -                  |             | -           | -           | 4      | 0      |
| 2010                       | Portland Timbers           | US1                        | 19+2       | 0          | USOC            | 2               | 0               |                    | -                  | -                  |             | -           | -           | 23     | 0      |
| 2011                       | Portland Timbers           | MLS                        | 0          | 0          | USOC            | 0               | 0               |                    | -                  | -                  |             | -           | -           | 0      | 0      |
| Totale Portland Timbers    | Totale Portland Timbers    | Totale Portland Timbers    | 23+2       | 0          |                 | 2               | 0               |                    | -                  | -                  |             | -           | -           | 27     | 0      |
| apr.-lug. 2012             | Ventura C.F.               | USL-2                      | ?          | ?          | USOC            | 3               | 1               |                    | -                  | -                  |             | -           | -           | 3+     | 1+     |
| lug.-dic. 2012             | Orlando City               | USL Pro                    | 8+1        | 1+0        | USOC            | 0               | 0               |                    | -                  | -                  |             | -           | -           | 9      | 1      |
| 2013                       | Los Angeles Blues          | USL Pro                    | 23+1       | 2+0        | USOC            | 1               | 0               |                    | -                  | -                  |             | -           | -           | 25     | 2      |
| 2014                       | Sacramento Republic        | USL Pro                    | 26+3       | 10+3       | USOC            | 2               | 1               |                    | -                  | -                  |             | -           | -           | 31     | 14     |
| 2015                       | Sacramento Republic        | USL                        | 24+1       | 10+0       | USOC            | 2               | 2               |                    | -                  | -                  |             | -           | -           | 27     | 12     |
| gen.-giu. 2016             | Celaya                     | AMX                        | 14+2       | 5+0        | CM              | 3               | 0               |                    | -                  | -                  |             | -           | -           | 19     | 5      |
| 2016-2017                  | Celaya                     | AMX                        | 33+4       | 4+0        | CM              | 6               | 1               |                    | -                  | -                  |             | -           | -           | 42     | 5      |
| lug.-dic. 2017             | Toluca                     | LMX                        | 9          | 0          | CM              | 3               | 0               |                    | -                  | -                  |             | -           | -           | 12     | 0      |
| gen.-giu. 2018             | Celaya                     | AMX                        | 11+1       | 0          | CM              | 5               | 0               |                    | -                  | -                  |             | -           | -           | 17     | 0      |
| 2018-gen. 2019             | Celaya                     | AMX                        | 11         | 0          | CM              | 4               | 1               |                    | -                  | -                  |             | -           | -           | 15     | 1      |
| Totale Celaya              | Totale Celaya              | Totale Celaya              | 69+7       | 9+0        |                 | 18              | 2               |                    | -                  | -                  |             | -           | -           | 94     | 11     |
| gen.-giu. 2019             | Veracruz                   | LMX                        | 7          | 0          | CM              | 1               | 0               |                    | -                  | -                  |             | -           | -           | 8      | 0      |
| 2019-gen. 2020             | Veracruz                   | LMX                        | 3          | 0          | CM              | 3               | 0               |                    | -                  | -                  |             | -           | -           | 6      | 0      |
| Totale Veracruz            | Totale Veracruz            | Totale Veracruz            | 10         | 0          |                 | 4               | 0               |                    | -                  | -                  |             | -           | -           | 14     | 0      |
| 2020                       | Sacramento Republic        | USLC                       | 13+1       | 1+0        |                 | -               | -               |                    | -                  | -                  |             | -           | -           | 14     | 1      |
| 2021                       | Rio Grande Valley          | USLC                       | 31+2       | 5+1        |                 | -               | -               |                    | -                  | -                  |             | -           | -           | 33     | 6      |
| 2022                       | Sacramento Republic        | USLC                       | 20         | 4          | USOC            | 6               | 4               |                    | -                  | -                  |             | -           | -           | 26     | 8      |
| Totale Sacramento Republic | Totale Sacramento Republic | Totale Sacramento Republic | 83+5       | 25+3       |                 | 10              | 7               |                    | -                  | -                  |             | -           | -           | 98     | 35     |
| Totale carriera            | Totale carriera            | Totale carriera            | 282+       | 46+        |                 | 41              | 10              |                    | -                  | -                  |             | -           | -           | 323    | 56     |